# Груздев, Александр Александрович
Александр Александрович Гру́здев (1909—2000) — советский металлург; директор Ленинградского металлического завода (ЛМЗ) в период с 1960 по 1973 годы. Герой Социалистического Труда.

## Биография
Родился 18 сентября 1909 года в деревне Костово. Начал трудиться с шестнадцати лет учеником слесаря. После окончания Ленинградского морского техникума работал в мастерских ЛООСВОДа, на заводах «Двигатель» и «Пневматика».
Без отрыва от производства окончил Ленинградский индустриальный (политехнический) институт и в 1938 году пришел на ЛМЗ, где работал: мастером, старшим мастером, заместителем начальника и начальником гидротурбинного цеха, начальником производства, секретарём партийного комитета, а с 1960 по 1973 годы — директором завода.
В годы Великой Отечественной войны А. А. Груздев направлялся на оборонные работы под Ленинградом, с 1943 года налаживал на Металлическом заводе ремонт танков, изготовление бронетранспортеров, бронепоездов и другой военной техники, вместе со всеми мужественно переносил тяготы вражеской блокады.
Руководил работами по созданию паровых турбин мощностью от 100 до 800 МВт, гидравлических для Братской, Красноярской, Усть-Илимской и крупнейшей в мире Саяно-Шушенской ГЭС, для высотной Асуанской плотины (Египет).
За время работы его директором предприятия была произведена реконструкция литейного и модельного цехов, введена в строй крупнейшая в мире гидротурбинная лаборатория, завершено строительство инженерного корпуса. Возобновлена работа ВТУЗа.
В 1971 году за досрочное выполнение заданий пятилетнего плана и освоение производства крупных уникальных паровых, гидравлических и газовых турбин ЛМЗ был награждён орденом Октябрьской Революции.
Александр Александрович активно и плодотворно занимался общественной и партийной работой. Он избирался депутатом Верховного Совета СССР, Ленинградского городского Совета, работал секретарем парткома завода, избирался делегатом XXI и XXIII съездов партии.
Умер 10 сентября 2000 года. Похоронен в Санкт-Петербурге на Богословском кладбище.

## Награды
- Герой Социалистического Труда (1966).
- Награждён орденами Ленина (1966), Трудового Красного Знамени (1945, 1962), «Знак Почета» (1957), Октябрьской Революции (1971), а также орденом Народной республики Болгарии II степени.

## Память
А. А. Груздев — автор около десяти книг, посвященных развитию турбостроения, экономической реформе и техническому прогрессу на заводе.